# غريدي ويلسون
غريدي ويلسون (بالإنجليزية: Grady Wilson)‏ هو لاعب كرة قاعدة أمريكي، ولد في 23 نوفمبر 1922 في كولومبوس في الولايات المتحدة، وتوفي بنفس المكان في 23 يوليو 2003.

## وصلات خارجية
- غريدي ويلسون على موقعبيزبول رفرنس.كوم (الدوري الرئيسي) (الإنجليزية)
- غريدي ويلسون على موقعبيزبول رفرنس.كوم (الدوري الثانوي) (الإنجليزية)